# 麦の海に沈む果実
『麦の海に沈む果実』（むぎのうみにしずむかじつ）は恩田陸による小説。
関連作に『三月は深き紅の淵を』､『黄昏の百合の骨』､『黒と茶の幻想』、『薔薇のなかの蛇』の他、外伝ストーリーをまとめた『夜明けの花園』がある。
『メフィスト』（講談社）にて1998年10月増刊号から1999年9月増刊号に連載され、2000年7月に刊行、2004年1月には文庫版が刊行された。

## ストーリー
三月以外の転入生は破滅をもたらすといわれる北の湿原地帯にある全寮制の学園。二月最後の日に転入してきた理瀬の心は揺らめく。彼女が学園にやってきてから、いくつもの不可解な事件が起こる。閉ざされたコンサート会場や湿原から謎の失踪をした生徒たち。生徒を集め交霊会を開く校長。図書館から消えた「三月は深き紅の淵を｣といういわくつきの本。理瀬が迷い込んだ三月の国の秘密とは？

## 登場人物

### 主要人物
水野理瀬（みずの りせ）
本編の主人公。二月の最後の日に学園に転入する。本作で苗字が出てくるのは序盤のみで、あとは終始ずっと「理瀬」で通している。
性格はおとなしく控えめだが、行動力はあり友達想い。漆黒の長髪に静かな瞳を持つ『少女らしい外見』とは裏腹に、スカートやリボンなどといった『少女らしい』服装が大嫌いで、私服は地味なものが多い。転校する前は長崎で祖母と二人の従兄弟達（亘 (わたる) と稔 (みのる) ）と暮らしていた。二月の最後に学園に転入したとして、不吉な存在と学園の生徒たちから見られている。主人公であるが謎が多く、不安定な印象があり、そこが魅力となってヨハンや黎二から好意を抱かれていた。また、学園でも女子に人気の高いヨハンからよくアプローチを受けていたため、彼を好きな子達からは反感を買い、いやがらせをされていた。理瀬自身は黎二に好意を抱いていたよう。
実は、学園で生活を送っていた理瀬には学園に来る前までの記憶がなく、学園の校長であり理瀬の父親である校長に記憶を取り戻すために学園に転入させられていた。本来の理瀬は知的で活発かつ大人びた雰囲気を醸し出し、多大なる権力と財を持つ（と思われる）校長の後継者争いをする子供たちのなかでも、最有力候補とされるほどの実力をもつ少女であった。また、人の顔色を窺うのが得意で、その時の相手や場所に応じて性格を演じていた。
物語の終盤、目の前で起きた事件を契機に、以前の記憶と、記憶をなくす元凶となった一年前の事件のことも全て思い出し、父親である校長とこの学園を受け継ぐという野望を再確認、周りには本来の彼女の性格を隠し以前の理瀬として振る舞いながら学園を去る。
記憶のもどった理瀬はヨハンとの関係も思い出し、最後には互いに共犯めいた笑顔のもと別れた。そして過去に絡めとられたりはしないとする理瀬は、最後まで「理瀬」を守ってくれた黎二との思い出を自分のなかで枷として忘却した。（プロローグからもわかるように数年〔または数十年??〕後、理瀬が再び学園に戻るまで黎二の存在は彼女の中から消していたようである）
黎二（れいじ）
理瀬の「ファミリー」の一人。一見、無愛想で口が悪く近寄りがたい感じがあるが、実際は不器用だがやさしく面倒見もいい、責任感の強い少年。図書室の出窓がお気に入りのスペースでだいたいはそこで読書をしている。理瀬に惚れている（聖談）らしく、なにかと理瀬のことを気にかけている。また、彼女が落ち込んでいるときに、本に挟まっていたという作者不明のお気に入りの詩を理瀬に読んで聞かせた。
反校長派で校長のことを信用していない。元来、金持ちの子供のためか、理瀬のワルツの練習相手になった時などには、自分が踊れることを証明するため身長の近い寛と踊り出す茶目っ気を見せたり、本来の彼である（といってもいい）紳士的で極め細やかな気配りを無意識にする。どこか、生きることに対して諦観していて無気力気味であるが、これは彼が小さかった頃に起こった事件に由来する。そのためか、理瀬に対する想いも後ろめたさからか消極的。これは、麗子の想いを受け入れることが出来なかったことも要因のひとつであると思われる。記憶のない自身や不可解な事件、周りの人間の疑心や思惑の中で一人戦っていた理瀬にとって、唯一安心してそばにいて涙を見せられる存在であった。
最後は理瀬に襲い掛かった麗子を止めるためと、理瀬を守るため二人の間に立ちはだかり、麗子と共に崖から落ちて微笑みながら眠りについた。
ヨハン
理瀬の次の日に転入してくる。ゲルマン系の天使のような笑顔をもつ美少年で、転入そうそうから女の子達の人気を得た。しかし本人はあまり興味がなく、理瀬に好意をもっている。天真爛漫で人当たりのよさそうな優しい雰囲気とは裏腹に、かなりの切れ者でなかなかに毒を吐く。同じく理瀬に好意を抱いている黎二をあまりよく思っていない様子。音楽の才能に秀でていて、作曲などもしている。
実はヨーロッパマフィアの跡取りで、後継者争いの真っ最中。記憶をなくす前の理瀬とはビジネスパートナーとして両親同士の利害一致のもとの許婚同士（ヨハン自体は本当に理瀬に惚れている）で、本人たちも互いに良いパートナーだと思っている。
校長（こうちょう）
この学校の校長及び理瀬と麗子の父親。名は要（かなめ）。年齢は不明。性別は男だが、学校にいるときはほとんど女の姿をしている。また、一種のカリスマ性を兼ね備えた話術と風体から女子生徒にも男子生徒にも人気が高く、『親衛隊』という校長のファンクラブのような団体も結成されている。
ビジネス面では大成功を収めているが、その後継者候補となる子供を作りすぎてしまった。ちなみに理瀬達の母親については不明である。
外伝作「麦の海に浮かぶ檻」にて彼の名前と過去が断片的に語られている。

### 理瀬達に関わる人々
憂理（ゆうり）
理瀬のルームメイトで、後に親友となる。短い髪にアイドル歌手を思わせる華やかな雰囲気を持つ美少女だが、それとは反対に姉御肌で面倒見のいいさばさばとした性格。だが、一方で繊細かつ涙もろい一面もある。演劇が好きで、誰もが認める演技力を持っている。有名なおしどり夫婦の私生児。反校長派で、裏でなにを考えているかわからない校長に対して疑心の念を抱いている。後に長編『黒と茶の幻想』にも登場。
自分と似た境遇にある麗子を気にかけており、友情以上の思いを抱いていたらしき描写がある。
光湖（みつこ）
理瀬の「ファミリー」の一人。亜麻色の長髪に薄茶色の瞳のすらっとした少女。校長からの依頼で理瀬の学園案内役となる。面倒見のいい性格なのか、作中では傍観者な聖に代わって「ファミリー」を取り仕切っている場面が多く見られる。
『親衛隊』ほどではないが、校長に憧れを抱いている。
聖（ひじり）
理瀬の「ファミリー」の一人でリーダー格。眼鏡を掛けたかなり頭のよい年長者で喫煙者。実は推薦で工科大学への留学が決まっており、学園にはその準備が整うまでの間の「暇つぶし」として在籍している。いつも校長の家にいる。理瀬の素性が気になっており、なにかと彼女を試そうとしていた。一方で最年長ゆえか物事に客観的なところもあり、年下たちの人間関係を外から見物している。
麗子（れいこ）
理瀬が来る以前に「ファミリー」にいた少女で、本作のキーパーソン的存在にあたる。短い黒髪に冷たい黒目の持ち主。以前は男として育てられていたためか、自分はずっと男だと思っており、学園に来た当初はそれが原因でよく揉め事を起こしていた。しかし、黎二と出逢ったことで初めて『女性』としての思いが芽生え、彼を愛するようになるが、当人は『男性』としての麗子を好きだったため、拒絶されたショックで自我が壊れてしまう。その後、クリスマスパーティーの最中に失踪する。
実は校長の後継者候補の一人で、理瀬の異母姉妹。昔は仲が良かったが、その本質は理瀬以上の野心家で、初めて二人揃って学園に呼ばれた日に彼女の首を絞めて記憶喪失にし、その後は校長の元で彼の意にそぐわないものを人知れず「処分」する殺戮兵士として、表面上では死んだことにして隔離されて育てられていた。その後、再び理瀬がやって来たことで学園と黎二を取られないために行動を起こし、校長が理瀬の記憶を取り戻すための荒療治に便乗して殺害を企てるが、駆け付けた黎二と共に崖から落ちて死亡する。

### その他の人々
俊市（しゅんいち）
理瀬の「ファミリー」の一人。薫とは従兄弟同士と同時にダブルスを組んでプロのテニスプレイヤーを目指している。
薫（かおる）
理瀬の「ファミリー」の一人。
寛（ひろし）
理瀬の「ファミリー」の一人。指揮者志望で音大を目指している。ヨハンと気が合うらしく何度か相談に乗っている場面がある。
麻理衣（まりい）
そばかすの浮かんだ顔に天然パーマの髪をなびかせた少女。人形のような容姿とは裏腹に青白い肌と目の下に隈がある。現職の大臣の娘らしいが、家庭環境に恵まれなかったことと、繊細過ぎるために学園の特殊環境が合わなかったらしく、心を病んで不可思議な言動を繰り返しており、彼女の「ファミリー」からも謙遜されている。ガーデンパーティの最中、不注意により死亡する。
隠し施設で薬物治療を受けていたらしき描写もある
修司（しゅうじ）
校長の『親衛隊』の一人。大柄で粗忽な性格。麗子に校長の後継者候補と間違われ、偽のお茶会の招待状でおびき出されて殺害される。
亜沙美（あさみ）
校長の『親衛隊』の一人。ヨハンのことが好きで、両者から気に入られている理瀬に嫌がらせをしていた筆頭者。しかし、彼女への嫌がらせと自分への馴れ馴れしい態度からヨハンの怒りを買い、尖塔から突き落とされて死亡する。
功（いさお）
理瀬が来る以前に「ファミリー」にいた少年。コンサート会場から失踪する。父親が危篤状態になったと連絡を受け、慌てて駆け付けようとした所を、彼を後継者候補と間違えた麗子に沼に落とされ殺害される。
理事長（りじちょう）
学園の理事長。先代の校長で、彼の父親かつ理瀬と麗子の祖父。しかし、現校長がすべてを取り仕切っているためほぼ名義上の存在である。
序盤で二年前と同様に理瀬のトランクを持ち去るが当人は思い出すことはなく、他は彼女の学園への送迎以外出番はない。